# Rigole de la Montagne

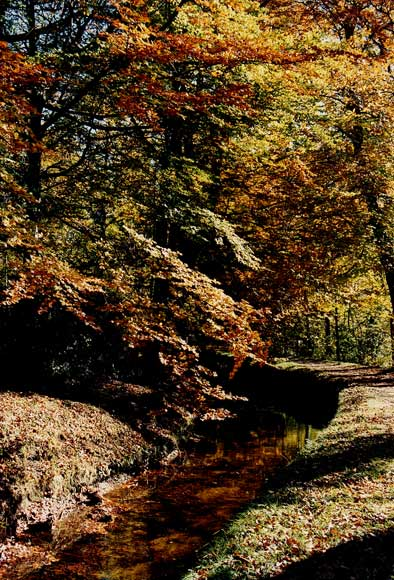
Rigole de la Montagne

De Rigole de la Montagne is onderdeel van het waterbouwkundige plan om het Canal du Midi en haar sluizen goed te laten functioneren, met voldoende water, ook tijdens droge periodes van het jaar. Het toeleidingskanaal werd gebouwd tussen 1666 en 1681. Het kanaal begint bij het riviertje Alzau op een hoogte van 645 meter in de Montagne Noire.
Het oorspronkelijke plan was om water van de rivier Sor bij Revel via de Rigole de la plaine naar het Bassin de Naurouze te transporteren alwaar het instroomt in het Canal du Midi. Molenaars aan de Sor waren echter bang dat ze te veel water gingen verliezen uit de rivier; zodoende werd het plan aangepast en de Rigole de la Montagne zou extra water toevoeren naar de Sor bij Conquet. 
In 1664 had Louis Nicolas de Clerville het idee opgevat om een dam te bouwen bij de Laudot-vallei. Dit werd gerealiseerd en bekend als het Bassin de Saint-Ferréol. Ook had hij het plan om een tunnel te graven door de Cammazes-bergrug om de Rigole de la Montagne met het bassin te verbinden zonder gebruik te maken van de rivier Sor. In 1686 werd onder leiding van Vauban de Rigole de la Montagne ongeveer 6 kilometer verlengd om het aan te sluiten aan het Bassin de St. Ferréol. Dit traject bestond uit een tunnel van 122 meter lang met een diameter van 2,7 meter bij het dorpje Les Cammazes.